# Denkraam
Denkraam is een neologisme geschapen door de Nederlandse striptekenaar en verhalenschrijver Marten Toonder (1912-2005). Het komt veelvuldig voor in de verhalen van Heer Bommel, waar het door de dwerg Kwetal, die in vreemde woorden en uitdrukkingen grossiert, werd geïntroduceerd. Deze bedoelt daar zoiets mee als vermogen tot begrijpen of soms referentiekader, maar ook als denkkader of paradigma. Vaak zegt hij zelf (ondanks zijn grote hoofd) maar een klein denkraam te hebben dat het moet afleggen tegen dat van Heer Bommel, al is het in werkelijkheid precies andersom, zo blijkt uit de verhalen. Want Kwetal is een soort wijsgeer, vandaar ook zijn naam, terwijl heer Bommel vaak naïef en/of koppig is.
In het voorwoord van band 8 van De Volledige Werken schrijft Eiso Toonder dat zijn vader denkraam gebruikte in de betekenis van verstand, brein of geest. Het eerste verhaal waarin de dwerg Kwetal optreedt had dan ook als titel: Kwetal, de breinbaas.
Het woord is, net als minkukel, in taalkundige kringen exemplarisch geworden voor de grote invloed die Toonder met zijn verhalen op de Nederlandse taal uitoefende, omdat het snel zijn weg vond naar het algemene spraakgebruik.
Gezien de kennelijke invloed van zijn Engelstalige omgeving op Toonders taalgebruik, wordt wel een verband gelegd met de Engelse term 'frame of mind'.